# امیر هووس
امیر هووس (انگلیسی: Emyr Huws؛ زادهٔ ۳۰ سپتامبر ۱۹۹۳) بازیکن فوتبال اهل بریتانیا است.
از باشگاه‌هایی که در آن بازی کرده است می‌توان به باشگاه فوتبال هادرزفیلد تاون، باشگاه فوتبال سوانزی سیتی، باشگاه فوتبال ویگان اتلتیک، باشگاه فوتبال بیرمنگام سیتی، باشگاه فوتبال منچستر سیتی، و باشگاه فوتبال نورث‌همپتون تاون اشاره کرد.